# Judge Jules
Judge Jules, pseudonimo di Julius O'Riordan (26 ottobre 1969), è un disc-jockey britannico.
Frequentò la University College School and the London School of Economics. Studiò legge alla LSE, prendendo da qui il suo nome d'arte "Judge Jules", letteralmente tradotto come "Giudice Jules".
Jules iniziò la sua carriera di DJ sulla radio pirata Kiss FM. Successivamente, nel 1997, entrò alla BBC Radio 1, dove ancora oggi conduce un programma ogni notte tra il venerdì e il sabato(23:00 - 01:00). Conduce inoltre un altro programma, chiamato "The Global Warm Up", che può essere ascoltato negli Stati Uniti, Russia, molti paesi Europei e del Medio Oriente.
Jules è molto ben conosciuto per il suo frasario spiritoso ed eloquente durante il suo show in radio. È inoltre ben noto per il suo modo di vestire, in particolare per le sue camicie e t-shirt estremamente sgargianti e ricercate, che indossa per lo più durante le sue serate nei club di tutto il mondo.

## The Saturday Warm Up

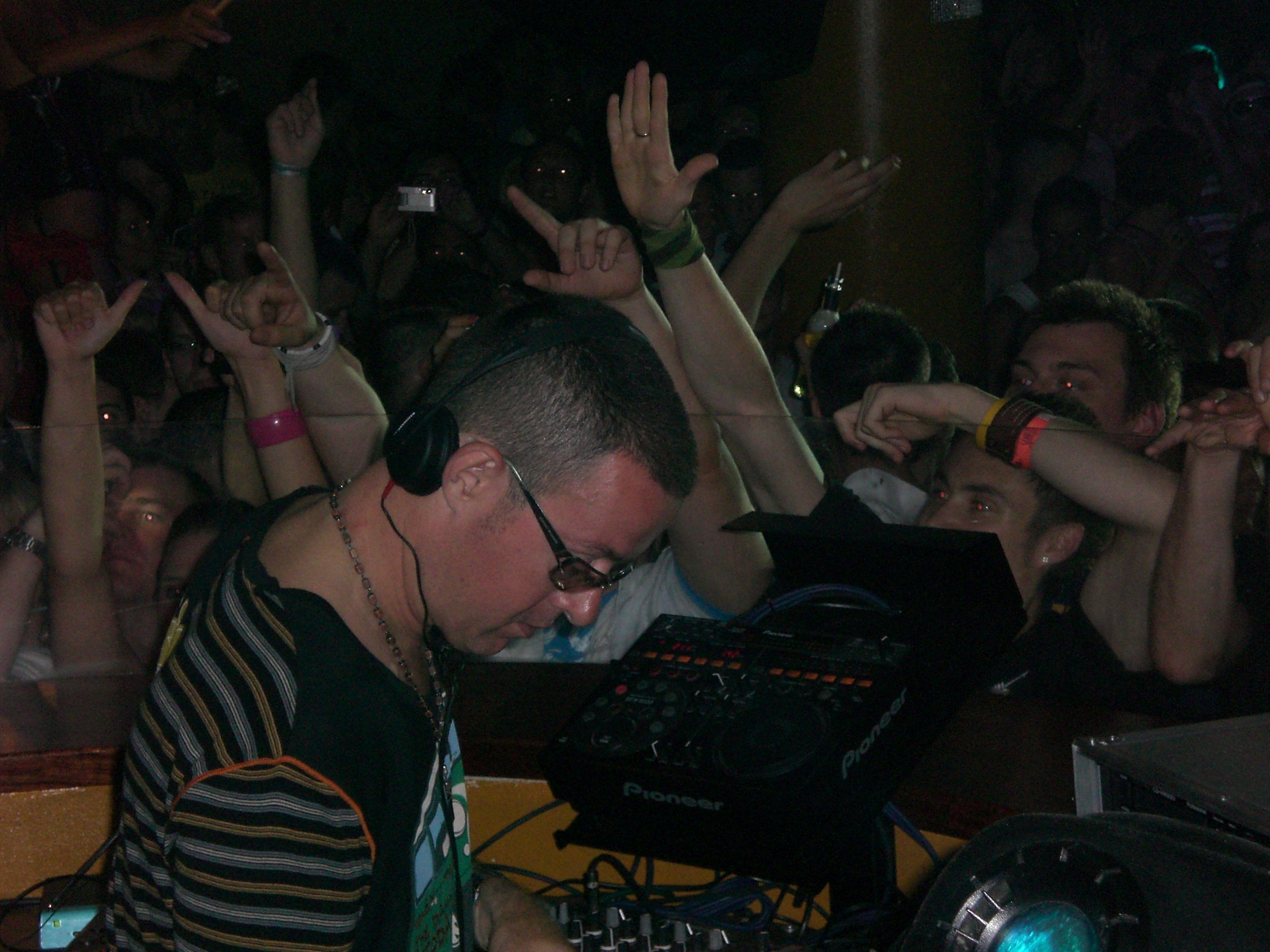
Judge Jules mixa alla discoteca Eden di Ibiza durante la serata Judgement Sundays del 29 luglio 2007.

Lo show di Judge Jules su BBC Radio 1, chiamato The Saturday Warm Up va in onda dalle 19:00 alle 21:00 (GMT): per l'Italia dalle 20:00 alle 22:00. È molto di moda ed ascoltato principalmente da tutti coloro che si preparano ad uscire il sabato sera. Insieme allo show condotto da Pete Tong, è uno dei programmi più seguiti in tutto il Regno Unito e richiama molti ascoltatori da tutto il mondo grazie alla possibilità di ascoltare BBC Radio 1 via Internet e la Sirius Satellite Radio network per Stati Uniti e Canada. Gli ascoltatori sono quasi due milioni a serata. Inoltre il sito della BBC Radio 1 permette, durante tutta la settimana successiva alla messa in onda dello show, di riascoltarlo sul suo portale web.
Attraverso il veicolo radiofonico Jules seleziona e fa ascoltare al pubblico Inglese e mondiale molti brani di musica trance ed è oltretutto considerato il pioniere della musica dance commerciale del momento.
Grazie ai programmi radiofonici e alle moltissime serate in giro per il mondo ha raggiunto un successo globale e negli ultimi dieci anni è sempre rimasto nella classifica dei primi 20 DJ mondiali del magazine britannico DJ Mag, la cosiddetta Top 100 DJ's poll.

## Il lavoro di produttore musicale
Jules lavora anche come produttore musicale.
Inizialmente sotto il nome del progetto Hi-Gate in collaborazione con Paul Masterson, successivamente usando il suo nome, Judge Jules, egli ha realizzato una serie di singoli. Il suo nuovo album, intitolato Proven Worldwide è uscito nel Regno Unito e vuole essere una raccolta dei brani prodotti da Jules che egli suona abitualmente nei club in giro per il mondo - "testati in tutto il mondo" - appunto.

## Vita privata
Jules vive a Highgate, a nord di Londra. È sposato con Amanda, vocalist che ha lavorato in alcuni progetti di musica trance. Amanda ha anche prestato la sua voce per il singolo "Without Love", brano prodotto da Jules e apparso per la prima volta nella compilation "Clubbers Guide, Summer 2005".
I loro due figli si chiamano Jake e Phoebe.
Un suo zio è il famoso cuoco Inglese Rick Stein, che ha lavorato nella televisione inglese e scritto numerosi libri di cucina.
Tifa per l'Arsenal FC e fu incaricato di remixare l'inno ufficiale della Premier League nel 2005.

## La serata presso il club Eden
Judge Jules suona regolarmente tutte le estati ad Ibiza nel club Eden, località Sant'Antonio. La serata si chiama "Judgement Sundays" ovvero "le domeniche del giudizio". Ogni domenica d'estate da giugno a settembre, infatti, Sant'Antonio si prepara a vivere la "San Antonio's busiest night", una serata che propone la migliore trance e musica dance del momento avendo come DJ resident Judge Jules e grandi ospiti a rotazione che propongono musica trance e sonorità dance. Per l'estate 2007 Judge Jules verrà affiancato ad esempio da Eddie Halliwell, Sander van Doorn e Vicky Devine.
A causa del suo lavoro, Jules possiede una seconda casa ad Ibiza.

## Jules e la televisione
Judge Jules è anche apparso in televisione qualche volta. Sulla BBC nello show Top Gear nel 1990, a Top of the Pops con Paul Masterson, presentando il loro singolo Pitching, dal loro album Hi-Gate.
È stato anche ospite di due programmi, una serie inglese intitolata SuperStar DJ's e Ibiza Uncovered.

## JudgeJules.net
Jules scrive una sorta di diario sul suo sito web www.JudgeJules.net che fornisce una visione completa della sua vita di DJ che viaggia in tutto il mondo per suonare nelle varie discoteche. In più, parla della sua vita privata e di come riesce a conciliare la sua carriera di DJ professionista e il suo essere marito e padre.
Inoltre, Jules ha un contatto diretto con tutti i suoi fans, dato che risponde a ogni e-mail mandata a lui, parlando di qualunque argomento. Questo contribuisce a rendere la sua figura di DJ estremamente focalizzato nel suo lavoro, ma al tempo stesso una persona eccezionale e gentile.
Sempre sul suo sito sono disponibili downloads gratuiti di sequenze mixate mensili, con il meglio della musica suonata durante le sue serate.

## Discografia

### Album studio
- 2006 - Proven Worldwide

### Singoli
- 2006 - Ordinary Day
- 2007 - Without Love (maggio 2007) - feat. Amanda O'Riordan

### Collaborazioni

#### Angelic(con Darren Tate)
- Giugno 2000 - It's My Turn
- Febbraio 2001 - Can't Keep Me Silent
- Novembre 2001 - Stay With Me

#### Hi-Gate(con Paul Masterson) (album)
- 2003 Split Personality

#### VPL(con Paul Masterson) (singoli)
- 2001 - The Bassline
- 2002 - T Break
- 2003 - Bass Trouble
- 2003 - In The Park
- 2003 - It's Showtime

### Compilation (Mixate da Judge Jules)
- 1990 - The 1990 MixMag /Kiss FM Mastermixes Track 1
- 1993 - Journeys By DJ Volume 2: In The Mix With Judge Jules
- 1995 - Essential Mix 3 Disco 2
- 1995 - A Retrospective Of House 91'-95' Volume 1 Disco 2
- 1995 - A Retrospective Of House 91'-95' Volume 2 Disco 1
- 1995 - Havin' It Dancefloor Classics Volume One
- 1995 - The Sperm Bank
- 1995 - Journeys By DJ Dance Wars Disc 1
- 1996 - Manifesto Monster Mix (Con Luke Neville)
- 1997 - Ministry Of Sound Classics
- 1997 - Ministry Of Sound Dance Nation 3 Disco 2
- 1997 - Ministry Magazine Presents Hooj Choons
- 1998 - Ministry Of Sound Clubbers Guide To... Ibiza Disco 2
- 1998 - Ministry Of Sound The Ibiza Annual Disco 1
- 1998 - Ministry Magazine Presents The Annual IV - Six Track Sampler
- 1998 - Ministry Of Sound The Annual IV Disco 1
- 1999 - Ministry Of Sound Clubber's Guide To... Ninety Nine
- 1999 - Ministry Of Sound Clubber's Guide To... Ibiza - Summer Ninety Nine
- 1999 - Ministry Of Sound The Ibiza Annual - Summer Ninety Nine Disco 1
- 1999 - Ministry Of Sound The Annual - Millennium Edition Disco 1
- 2000 - Ministry Of Sound Clubber's Guide To... 2000
- 2000 - Ministry Of Sound The Annual 2000 Disco 1''
- 2000 - Ministry Of Sound Clubber's Guide To... Ibiza - Summer 2000
- 2000 - Ministry Magazine Presents Superstar DJs Judge Jules
- 2000 - Ministry Of Sound The Ibiza Annual - Summer 2000 Disco 1
- 2001 - Clubbed
- 2002 - Clubbed 2002
- 2002 - Judge Jules Presents Tried & Tested
- 2003 - Judgement Sundays - Ibiza 2003
- 2003 - Ministry Of Sound Trance Nation Anthems
- 2003 - Ministry Of Sound Trance Nation Harder
- 2004 - Judgement Sundays 2004
- 2004 - Ministry Of Sound Trance Nation Electric
- 2004 - The Very Best Of Tried & Tested Euphoria
- 2005 - Judgement Euphoria
- 2006 - The Global Warm Up Mix CD
- 2006 - Judgement Sundays - The True Sound Of Ibiza
- 2007 - Judgement Sundays - The True Sound Of Ibiza
- 2007 - Gatecrasher Immortal (Mixed By Judge Jules, Scott Bond & Matt Hardwick)
- 2008 - The Gallery: 13th Birthday Mix By Judge Jules
- 2008 - Judgement Sundays - The True Sound Of Ibiza

## Discoteche
Judge Jules suona regolarmente presso queste famose discoteche nel Regno Unito:
- Godskitchen (specialmente a Birmingham)
- Gatecrasher
- Turnmills (Londra)
- Escape (Swansea)
- Evolution (Cardiff)
- Garlands (Liverpool)
- Kelly's (Portrush, Irlanda del Nord)
- The Coach (Banbridge, Irlanda del Nord)
- The Arches (Glasgow)
- The Honey club (Brighton)
- The Syndicate (Blackpool)

Ha suonato - e suona regolarmente - in queste discoteche nel mondo:
- Tramps (Tenerife)
- BCM (Maiorca)
- Summadayze (Melbourne, Auckland)
- HQ (Adelaide)

D'estate in queste discoteche di Ibiza:
- Eden, San Antonio
- Judgement Sundays

## Riconoscimenti
1998
- Terzo tra i primi 150 migliori DJ al mondo secondo DJ Mag

1999
- Votato "Migliore DJ" ai Muzik Awards.
- Primo nel sondaggio dei lettori di Mixmag.
- Vince come "Migliore DJ" e "Migliore DJ Radiofonico" i Ministry Awards.
- Vince come "Migliore DJ Internazionale" agli "Smirnoff Dance Awards" in Irlanda.

2000
- Votato numero sei da DJ Mag tra i migliori 100 DJ al mondo.
- Vince come "Migliore DJ Radiofonico" agli Smirnoff Dance Star Awards.
- Vince come "Migliore DJ Internazionale" i BBM Awards.

2001
- Per il secondo anno in corso, vince come "Migliore DJ Radiofonico" agli Smirnoff Dance Star Awards.
- Per il secondo anno in corso, vince come "Migliore DJ Internazionale" i BBM Awards.
- È il "Miglior DJ Trance" agli Ibiza Pascha Awards.

2006
- Vincitore del "Best Ibiza Trance DJ" Award agli M8 Ibiza Dance Awards il 2 settembre 2006 presso l'Eden di Ibiza